# گندراسوی خوک‌بینی مولینا
گندراسوی خوک‌بینی مولینا (نام علمی: Conepatus chinga) نام یک گونه از سرده گندراسوی خوک‌بینی است.